# Сэкдонгот
Сэкдонгот (хангыль: 색동옷; ханча: 色) — разновидность ханбока, традиционной корейской одежды, с яркими полосками, выполненными в технике пэчворк . Его начали использовать для ханбока с периода Корё (918 – 1392). Название буквально означает «многоцветная ( сэкдон ) одежда ( от )» на корейском языке. Сэкдон напоминает радугу, которая, в свою очередь, навевает детские мысли о чистых мечтах. Обычно его носили дети в возрасте от одного до семи лет. Такие приспособления сэкдон использовались во всей корейской одежде, такой как чогори (короткая куртка с поясом), магоджа (жакет с пуговицами), дурумаги ( пальто) и среди других предметов одежды.  

## Галерея
- Сэкдон чогори, который носит мальчик
- Ккачи дурумаги
- Сэкдон чогори для взрослых женщин (справа)
- Сэкдон чогори и сэкдон гулле (шапочка) (справа)
- Радужный ханбок (сэкдонгот) в полоску
- Чогори-сэкдонгот девочки, середина XX века, шелковые, дамасские и сатиновые ткани с парчой
- Турумаги (пальто) - сэкдонгот мальчика, середина XX века, шелк, фигурное марлевое плетение